# East Grand Rapids
East Grand Rapids è un comune degli Stati Uniti d'America, situato nello Stato del Michigan, nella contea di Kent.